# Иващенко, Николай Минович
Николай Минович Иващенко (1908 — 1975) — передовик советского сельского хозяйства, бригадир колхоза имени Шевченко Куйбышевского района Куйбышевской области, Герой Социалистического Труда (1948).

## Биография
Родился в 1908 году в деревне Нарость в Черниговской губернии в крестьянской семье. Русский.
С юных лет был занят по домашнему хозяйству своих родителей, позже трудился в собственном хозяйстве. Перед началом войны переехал на постоянное место жительство в село Красный Ключ Куйбышевской области. Стал работать рядовых колхозником, чуть позже назначен бригадиром колхоза имени Шевченко.
Во время Великой Отечественной войны проходил службу в пограничных войсках НКВД СССР в городах Саратове, а затем во Львове.
После демобилизации вернулся в Красный Ключ и вновь стал работать бригадиром полеводческой бригады в колхозе имени Шевченко. В 1947 году его бригада получила высокий урожай ржи 31,7 центнера с гектара на площади 22 гектара.
Указом Президиума Верховного Совета СССР от 26 февраля 1948 года за получение высоких урожаев пшеницы и ржи в 1947 году Николаю Миновичу Иващенко было присвоено звание Героя Социалистического Труда с вручением ордена Ленина и медали «Серп и Молот».
С 1949 года работал председателем колхоза имени КИМ (центральная усадьба в селе Тимашево) Кинель-Черкасского района.
Умер в 1975 году.

## Награды
За трудовые успехи был удостоен:
- золотая звезда «Серп и Молот» (26.02.1948)
- орден Ленина (26.02.1948)
- другие медали.